# 埼玉県道147号栗橋停車場線

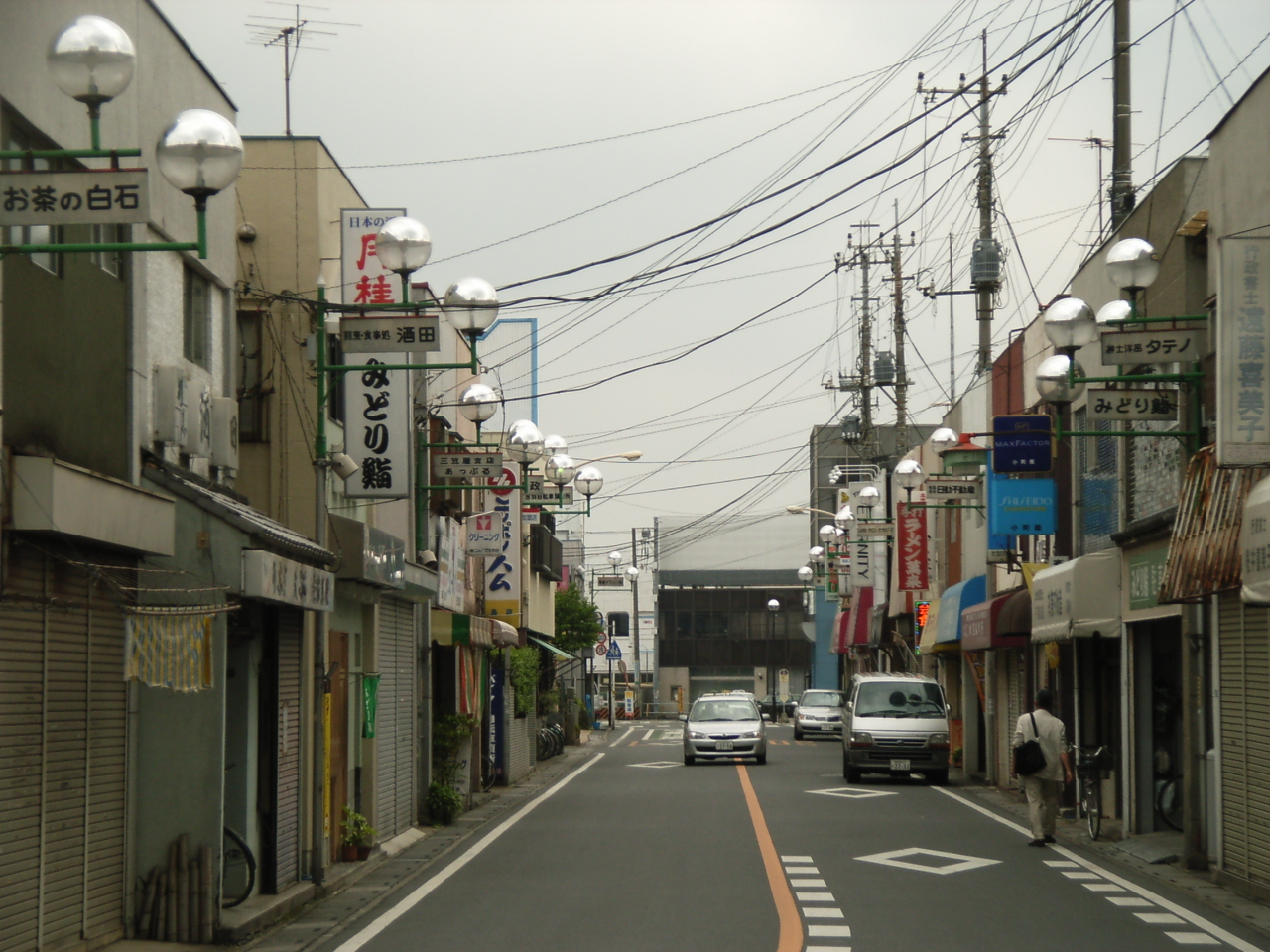
栗橋駅前の商店街（2005年）

埼玉県道147号栗橋停車場線（さいたまけんどう147ごう くりはしていしゃじょうせん）は、埼玉県久喜市の東日本旅客鉄道宇都宮線（東北本線）栗橋駅から埼玉県道60号羽生外野栗橋線までを結ぶ一般県道である。

## 路線概要
- 起点：埼玉県久喜市栗橋中央1丁目（栗橋駅前）
- 終点：埼玉県久喜市栗橋北2丁目（栗橋駅入口交差点）
- 路線延長：916m

栗橋駅東口から北に約100メートル東北本線沿いに伸び、そこから東に曲がる。利根川の堤防近くで県道羽生外野栗橋線に接続する。起点から100メートルは駅前商店街で、終点はかつての栗橋宿にあたる商店街だが、ほとんどの区間で住宅街を通る。

## 通過する自治体
- 埼玉県
  - 久喜市

## 接続・交差する道路
- 埼玉県道60号羽生外野栗橋線

## 周辺
- JR 宇都宮線（東北本線）栗橋駅
- 静御前の墓
- 宝治戸池
- 栗橋公民館（旧栗橋町立栗橋東第一小学校）
- 国道4号